# Mariame Kaba
Mariame Kaba est une militante, enseignante et autrice américaine qui plaide pour l'abolition de la prison et le démantèlement du complexe carcéro-industriel et de la police. Elle préconise la pratique de la justice transformatrice ainsi que la formation des jeunes à la lutte contre la violence. Elle est l'autrice de We Do This 'Til We Free Us (2021). Les ouvrages de Mariame Kaba sont conservés dans les collections spéciales de la bibliothèque publique de Chicago.

## Enfance et éducation
Mariame Kaba est née à New York de parents originaires de Guinée et de Côte d'Ivoire. Elle a grandi dans le quartier Lower East Side de Manhattan et a fréquenté le lycée français de New York.
Dans son enfance, elle voyait le monde à travers un cadre nationaliste noir et cherchait des moyens d'aider les autres. Kaba a obtenu une licence en sociologie à l'Université McGill en 1992. En 1995, elle déménage à Chicago pour étudier la sociologie à l'université Northwestern,. Elle a obtenu un master en bibliothéconomie et sciences de l'information au Pratt Institute.

## Carrière
À Chicago, elle a fondé la Chicago Freedom School, le Rogers Park Young Women's Action Team (YWAT), la Chicago Taskforce on Violence Against Girls and Young Women,, la Chicago Alliance to Free Marissa Alexander ainsi que le collectif We Charge Genocide (WCG). En 2009, Kaba fonde l'organisation Project NIA qui prône la fin de l'incarcération des jeunes,.
Mariame Kaba envisage l'abolitionnisme pénal comme le démantèlement total de la prison et de la police associé au renforcement des services à la communauté et s'oppose ainsi à l'idée de réforme de la police,.
Son travail a créé un cadre qui a permis l'émergence d'organisations abolitionnistes actuelles, notamment Black Youth Project 100, Black Lives Matter Chicago et Assata's Daughters . Elle a également contribué à fonder l'organisation Survived and Punished, une organisation abolitionniste qui cherche à mettre fin aux condamnations pour les victimes de violence conjugale qui se défendent. Ce projet est né des efforts visant à libérer Marissa Alexander.

### Écriture
Kaba a tenu un blog, « US Prison Culture », à partir de 2010. Elle a également été active sur Twitter sous le compte @prisonculture,.
En 2012, elle écrit Resisting Police Violence in Harlem, un dépliant détaillant les faits de violences policières à Harlem,.
En mars 2018, elle écrit Lifting As They Climbed: Mapping A History Of Black Women On Chicago's South Side avec Essence McDowell. Commencé en 2012, ce livre retrace l'histoire des femmes noires influentes qui ont contribué au développement de Chicago au cours des XIXe et XXe siècles,.
En juin 2018, elle écrit la préface du livre As Black As Resistance: Finding the Conditions for Liberation, écrit par Zoé Samudzi et William C. Anderson, qui décrit l'importance des idéologies noires anarchistes et abolitionistes dans les mouvements actuels pour la justice sociale.
En 2021, elle a publié We Do This 'Til We Free Us chez Haymarket Books . Il a débuté à la neuvième place de la liste des best-sellers du New York Times dans la catégorie des livres de poche non fictionnels. Dans une critique pour le Chicago Reader, Ariel Parrella-Aureli le décrit comme « un recueil de discussions, d’entretiens et de travaux antérieurs qui peuvent servir d’introduction initiale à l’abolition du PIC [prison-industrial-complexl] et à la construction de communautés ancrées dans la justice transformatrice». Kaba était réticente à écrire le livre, mais les manifestations de masse de l’été 2020 l’ont convaincue, dans le but de prêter ses outils d’action collective aux organisateurs nouvellement activés. En septembre 2023, la traduction française de We Do This 'Til We Free Us  de Frédérique Popet est parue aux éditions Hors d'atteinte sous le titre En attendant qu'on se libère,.
En 2023, Kaba a publié Let This Radicalize You: Organizing and the Revolution of Reciprocal Care, co-écrit avec sa collègue organisatrice Kelly Hayes . Dans l'introduction du livre, Kaba le décrit comme « un livre que j'aurais souhaité avoir en tant que jeune activiste Il s'agit de notre tentative de synthétiser certaines des leçons que nous avons apprises sur l'organisation au cours des dernières décennies et d'inclure certaines leçons d'autres organisateurs. Nous l'avons écrit en pensant aux nouveaux militants et organisateurs. »  Le livre a été recommandé par le New York Times  et a été chroniqué dans The Nation, The Chicago Reader, et ailleurs. Le livre porte le nom d'un tweet de Kaba qui s'est imposé comme un slogan à gauche : « Laissez ceci vous radicaliser plutôt que de vous conduire au désespoir « 

## Prix
- 2010 Prix de la communauté du septième district congressionnel de l'Illinois décerné par la sénatrice Heather Steans[33]
- 2012 Prix Courage Tour décerné par A Long Walk Home[34]
- 2013 Prix Ed Marciniak Bright Star de la Bright Promises Foundation[35]
- 2014 Impact Award de la Chicago Foundation for Women[36]
- 2014 Prix Women Who Dared de Chicago NOW[37]
- 2014 Prix Partner in Justice du Lawndale Christian Legal Center[38]
- 2015 Prix Women to Celebrate[39]
- 2016 Prix AERA Ella Baker / Septima Clark Human Rights[40]
- 2016-2017 Prix membre de l'Open Society Foundations[41]
- 2017 Prix Ron Sable pour l'activisme[42]
- 2017 Prix de la paix décerné par la War Resisters League[43]
- 2022 Docteur honoraire en lettres humaines décerné par le Chicago Theological Seminary  [44]
- 2022 Bourse de la liberté de la Fondation Marguerite Casey  [45]
- 2022 Prix Ann Snitow  [46]

## Projets anti-violence
- Exposition A World Without Prisons organisée par Project NIA et Free Write Jail Arts & Literacy Program[47]
- Projet Restorative Posters[48]
- Co-commissaire exposition No Selves to Defend[49]
- Co-commissaire exposition Blood at the Root - Unearthing the Stories of State Violence Against Black Women and Girls[50],[51]
- Co-commissaire exposition Making Niggers: Demonizing and Distorting Blackness[52]
- Co-commissaire exposition Black/Inside: A History of Captivity & Confinement in the U.S dans la galerie du African American Cultural Center (AACC) à Chicago[53]

## Publications
- Kaba, « An (Abridged) History of Resisting Police Violence in Harlem », 2012 (consulté le 8 juin 2020)
- "Where Twitter and Feminism Meet", The Nation, 2014 [(en) lire en ligne
- "For blacks, America is dangerous by default", The Washington Post, 2014 [(en) lire en ligne
- "How to Repair the Criminal Justice System", VICE, 2015 [(en) lire en ligne
- "All of Chicago – not just its police – must see systemic change to save black lives", The Guardian, 2015 [(en) lire en ligne
- "For Mother's Day, Activists Are Bailing Black Mamas out of Jail", VICE, 2017 [(en) lire en ligne
- Introduction, Trying To Make the Personal Political, with the Women's Action Alliance, Lori Sharpe, Jane Ginsburg and Gail Gordon, and Jacqui Shine. Half-Letter Press. 2017[54].
- "Why I’m Raising Money To Build An Ida B. Wells Monument", The Huffington Post, 2018 [(en) lire en ligne
- "Bresha Meadows Returns Home After Collective Organizing Efforts", Teen Vogue, 2018 [(en) lire en ligne
- "To Live and Die in “Chiraq” dans "The End of Chiraq: A Literary Mixtape", Eds Javon Johnson et Kevin Coval, Northwestern University Press, 2018 (ISBN 978-0810137189)
- Préface As Black As Resistance: Finding the Conditions for Liberation, par Zoé Samudzi et William C. Anderson, AK Press., 2018 (ISBN 9781849353168)
- Mariame Kaba et Shira Hassan, Fumbling Towards Repair: A Workbook for Community Accountability Facilitators, Project NIA, 18 juin 2019
- Mariame Kaba, Missing Daddy, Haymarket Books, 17 septembre 2019
- "Yes, We Literally Mean Abolish the Police", The New York Times, 2020 [(en) lire en ligne
- Mariame Kaba, We Do This 'Til We Free Us: Abolitionist Organizing and Transforming Justice, Haymarket Books, coll. « Abolition Papers #1 », 23 février 2021
- The Education for Liberation Network & Critical Resistance Editorial Collective, Bettina L. Love et Mariame Kaba, Lessons in Liberation: An Abolitionist Toolkit for Educators, AK Press, 28 septembre 2021
- Mariame Kaba et Bianca Diaz, See You Soon, Haymarket Books, 1er mars 2022
- Mariame Kaba et Andrea J Ritchie, No More Police: A Case for Abolition, The New Press, 11 octobre 2022
- Mariame Kaba et Kelly Hayes, Let This Radicalize You: Organizing and the Revolution of Reciprocal Care, Haymarket Books, 16 mai 2023
- Essence McDowell et Mariame Kaba, Lifting As They Climbed: Mapping a History of Trailblazing Black Women in Chicago, Haymarket Books, 8 août 2023
- Mariame Kaba, En attendant qu'on se libère, Marseille, Hors d'atteinte, 2023, 380 p. (ISBN 978-2-38257-128-6)
- Préface, How to Abolish Prisons: Lessons from the Movement Against Imprisonment, by Rachel Herzing and Justin Piché. Haymarket Books. 2024.